# コーリー・リンズリー
コーリー・マイケル・リンズリー（Corey Michael Linsley, 1991年7月27日 - ）は、アメリカ合衆国オハイオ州ヤングスタウン出身のプロアメリカンフットボール選手。NFLのロサンゼルス・チャージャーズに所属している。ポジションはセンター。

## 経歴

### カレッジ
オハイオ州立大学では当初ガードとしてプレーしていたが、センターを務めていたマイク・ブルースターがチームを去ってからは、後任としてセンターを務めた。

### グリーンベイ・パッカーズ
| 身長                                | 体重            | 腕 の 長 さ   | 手 の 大 き さ   | 40Yrd ダ ッ シ ュ | 10Yrd ス プ リ ッ ト | 20Yrd ス プ リ ッ ト | 20Yrd シ ャ ト ル | 3 コ 丨 ン ド リ ル | 垂 直 跳 び   | 立 ち 幅 跳 び      | ベ ン チ プ レ ス | ワ ン ダ 丨 リ ッ ク |
| ----------------------------------- | --------------- | ------------- | ---------------- | ----------------- | -------------------- | -------------------- | ----------------- | ------------------- | ------------- | ------------------- | ----------------- | -------------------- |
| 6 ft 2+5⁄8 in (190 cm)              | 296 lb (134 kg) | 32 in (81 cm) | 9+7⁄8 in (25 cm) | 5.03 s            | 1.78 s               | 2.82 s               | 4.53 s            | 7.46 s              | 27 in (69 cm) | 8 ft 11 in (2.72 m) | 36 回             | 33                   |
| All values from NFL Combine/Pro Day |                 |               |                  |                   |                      |                      |                   |                     |               |                     |                   |                      |

2014年のNFLドラフトにて全体161位でグリーンベイ・パッカーズから指名され、その後ルーキー契約を結んだ。
2017年12月30日にパッカーズと3年総額2,550万ドルの契約延長に合意した。
2020年シーズンは自身初となるオールプロファーストチームに選出された。

### ロサンゼルス・チャージャーズ
2021年3月17日にロサンゼルス・チャージャーズと5年総額6,250万ドルの契約を結んだ。センターとしては現役最高額となった。
2021年シーズンは自身初となるプロボウル、オールプロセカンドチームに選出された。